# 阿格利河畔埃斯皮拉
阿格利河畔埃斯皮拉（法語：Espira-de-l'Agly，法語發音：[ɛspiʁa də laɡli] ⓘ）是法国东比利牛斯省的一个市镇，属于佩皮尼昂区。

## 地理
阿格利河畔埃斯皮拉（42°46'37"N, 2°50'8"E）面积26.77 平方千米，位于法国奧克西塔尼大區东比利牛斯省，该省份为法国大陆部分最南部的省份，涵盖了北加泰罗尼亚，北起奥德省，西接阿列日省和安道尔，南与西班牙接壤，东临地中海。
与阿格利河畔埃斯皮拉接壤的市镇（或旧市镇、城区）包括：万格罗、萨尔斯堡、里沃萨尔特、佩雷斯托尔特、巴沙斯、卡斯德佩讷。
阿格利河畔埃斯皮拉的时区为UTC+01:00、UTC+02:00（夏令时）。

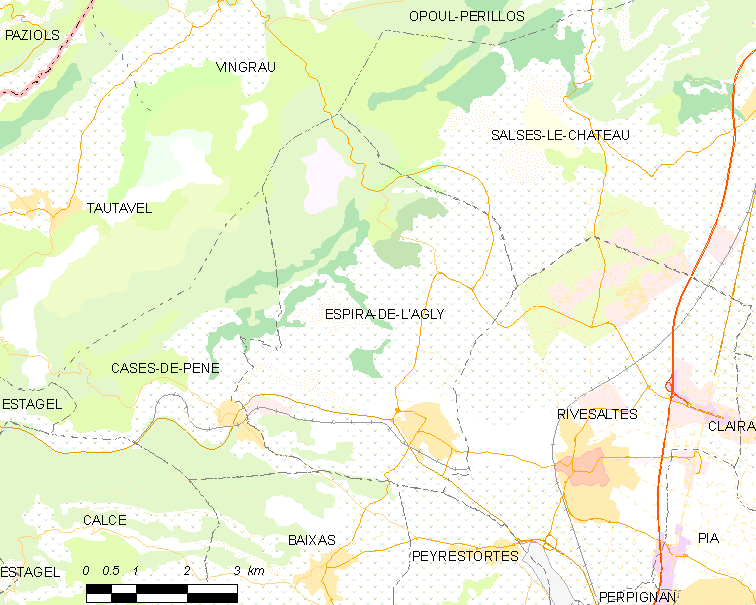
阿格利河畔埃斯皮拉的OSM定位图

## 行政
阿格利河畔埃斯皮拉的邮政编码为66600，INSEE市镇编码为66069。

## 政治
阿格利河畔埃斯皮拉所属的省级选区为阿格利河谷县。

## 人口

1962-2008年间阿格利河畔埃斯皮拉人口变化图示

阿格利河畔埃斯皮拉于2022年1月1日时的人口数量为3525人。